# Nesquehoning
Nesquehoning is een plaats (borough) in de Amerikaanse staat Pennsylvania, en valt bestuurlijk gezien onder Carbon County.

## Demografie
Bij de volkstelling in 2000 werd het aantal inwoners vastgesteld op 3288. In 2006 is het aantal inwoners door het United States Census Bureau geschat op 3338, een stijging van 50 (1,5%).

## Geografie
Volgens het United States Census Bureau beslaat de plaats een oppervlakte van 55,9 km², waarvan 54,8 km² land en 1,1 km² water. Nesquehoning ligt op ongeveer 173 m boven zeeniveau.

## Plaatsen in de nabije omgeving
De onderstaande figuur toont nabijgelegen plaatsen in een straal van 12 km rond Nesquehoning.